# Valentin Abt
Valentin Abt (* 28. Juli 2005 in Göppingen) ist ein deutscher Handballspieler, der für den Verein HC Oppenweiler/Backnang spielt.

## Karriere

### Im Verein
Abt begann mit etwa fünf Jahren bei Frisch Auf Göppingen Handball zu spielen. Am 9. November 2022 gab der Außenspieler sein Bundesligadebüt gegen die MT Melsungen. Weiterhin erhielt er in der Saison 2022/23 Spielanteile in der EHF European League. Im Heimspiel gegen den slowakischen Verein HT Tatran Prešov erzielte Abt drei Treffer. Im Juli 2024 wechselte er zum Zweitligisten TuS N-Lübbecke und war zusätzlich für den Drittligisten JSG LIT 1912 spielberechtigt. Im Sommer 2025 wechselte er zum Zweitligisten HC Oppenweiler/Backnang.

### In Auswahlmannschaften
Abt gehörte dem Kader der Landesauswahl von Baden-Württemberg an, mit der er 2022 den Deutschlandcup gewann. Im Januar 2022 bestritt er sein Länderspieldebüt für die deutsche U-16-Nationalmannschaft gegen die polnische Auswahl.